# Cleora nigerrima
Cleora nigerrima är en fjärilsart som beskrevs av Fletcher 1953. Cleora nigerrima ingår i släktet Cleora och familjen mätare. Inga underarter finns listade i Catalogue of Life.